# Albert Town
Albert Town est un village de Malte, situé dans l'est de Malte, faisant partie du conseil local (Kunsill Lokali) d'Il-Marsa compris dans la région (Reġjun) Nofsinhar.

## Sources
- (mt) Alfie Guillaumier, Bliet u Rħula Maltin (Villes et villages maltais), Klabb Kotba Maltin, Malte, 2005.
- (en) Juliet Rix, Malta and Gozo, Brad Travel Guide, Angleterre, 2013.
- Alain Blondy, Malte, Guides Arthaud, coll. Grands voyages, Paris, 1997.